# Pudgy and the Lost Kitten
Pudgy and the Lost Kitten es un corto de animación estadounidense de 1938, de la serie de Betty Boop. Fue producido por los estudios Fleischer y distribuido por Paramount Pictures. En él aparecen Betty Boop y su mascota Pudgy.

## Argumento
El gatito Myron está en la calle, hambriento, intentando beber leche de una botella infructuosamente. Pudgy lo observa desde la ventana y decide traerlo a casa para que Betty le dé de comer.
Pero cuando Myron también se coma su comida y le moleste en su descanso, Pudgy buscará la manera de que Myron se marche de casa.

## Producción
Pudgy and the Lost Kitten es la septuagésima séptima entrega de la serie de Betty Boop y fue estrenada el 24 de junio de 1938.
En las copias que actualmente pueden verse, aparecen subtítulos en alemán. Esto se debe a que durante mucho tiempo se creyó perdida toda copia de él, hasta que apareció una en Alemania.